# Tataouinea
Tataouinea (podle města Tataouine na jihu Tuniska) byl rod sauropodního dinosaura z čeledi Rebbachisauridae, který žil v období spodní křídy (geologický věk alb, asi před 112 až 100 miliony let) na území dnešního severoafrického Tuniska.

## Popis
Byl zřejmě příbuzný rodům Demandasaurus a Nigersaurus v rámci podčeledi Nigersaurinae. Tataouinea byl menší sauropod, dosahující délky kolem 14 metrů a hmotnosti asi 8000 kilogramů.
Fosilie tohoto sauropodního dinosaura jsou zajímavé zejména velkým stupněm pneumatizace (dutosti), napovídající vývojové blízkosti s ptáky (jejichž kostra je rovněž vysoce pneumatizovaná). Dinosaura popsali v roce 2013 paleontologové Federico Fanti, Andrea Cau, Mohsen Hassine a Michela Contessi. Typový druh je T. hannibali, což představuje poctu slavnému starověkému kartaginskému vojevůdci Hannibalovi.